# Krugerhuis

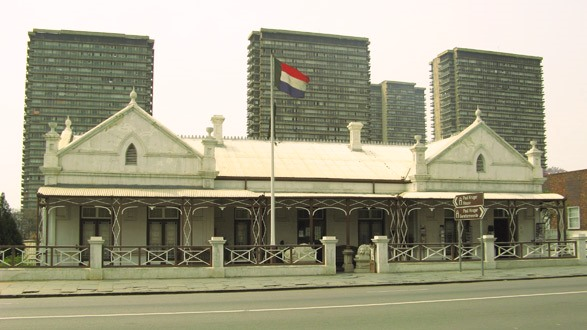
Het Krugerhuis in Pretoria met de wapperende vlag van de Zuid-Afrikaansche Republiek

Het Krugerhuis (Engels: Kruger House) is de historische residentie van Paul Kruger, Boerenleider en president van de Zuid-Afrikaansche Republiek in Pretoria. Tegenwoordig dient het als biografisch museum waarin het tijdperk van Kruger (eind 19e eeuw) wordt tentoongesteld.
Het Krugerhuis bevindt zich vlak bij het Kerkplein en het standbeeld van Paul Kruger.

## Geschiedenis
Het Krugerhuis werd in 1884 gebouwd door architect Tom Claridge en Charles Clark. Voor het mengen van het cement werd melk gebruikt in plaats van water, omdat het cement van slechte kwaliteit zou zijn geweest.
Het huis was een van de eerste in Pretoria met elektriciteit en telefoon.
Onder de tentoongestelde memorabilia bevinden zich het mes waarmee Kruger zijn eigen duim amputeerde na een schietongeluk, en gebeeldhouwde leeuwen die hij in 1896 als verjaardagsgeschenk ontving van Barney Barnato.